# Wereldorganisatie Tegen Marteling
Wereldorganisatie Tegen Marteling (Engels: World Organisation Against Torture, Frans: Organisation Mondiale Contre la Torture) (afgekort OMCT) is een samenwerkingsverband van ca. 300 organisaties uit de hele wereld die het opnemen voor de mensenrechten, tegen alle vormen van willekeurige gevangenneming, marteling, standrechtelijke en buitengerechtelijke executie, gedwongen verdwijning en andere vormen van geweld. De vereniging is in Genève opgericht in 1986, en het Internationaal Secretariaat in Genève onderzoekt informatie over mensenrechtenschendingen in de hele wereld.

## Activiteiten
De werking van OMCT omvat onder meer:
- Dringende campagnes: optreden in acute situaties van ernstige schendingen van mensenrechten, aangeklaagd door een van de aangesloten organisaties, via bekendmaking en specifieke ondersteuning.
- Slachtofferbijstand wordt geleverd op juridisch, medisch en sociaal vlak.
- Mensenrechtenactivisten worden bijgestaan en verdedigd in hun strijd[2], dit in samenwerking met de Internationale Federatie voor de Mensenrechten.
- Het verdedigen van de economische, sociale en culturele rechten, als een vorm van collectieve mensenrechten.
- Speciale aandacht voor de kinderrechten, wanneer kinderen het slachtoffer worden van schendingen van mensenrechten.
- Gendergerelateerde mensenrechtenschendingen, vooral tegen vrouwen, aanklagen.
- Rapportering en overleg met internationale organisaties.

## Vertegenwoordiging
OMCT heeft een consultatieve status bij de volgende instellingen:
- ECOSOC (Verenigde Naties)
- Internationale Arbeidsorganisatie
- Afrikaanse Commissie voor de mens en de rechten van de volkeren
- La Francophonie
- Raad van Europa.